# Rhaphidostegium planifolium
Rhaphidostegium planifolium là một loài rêu trong họ Sematophyllaceae. Loài này được Kindb. mô tả khoa học đầu tiên năm 1907.
Danh pháp khoa học của loài này chưa được làm sáng tỏ. 